# Joosia oligantha
Joosia oligantha är en måreväxtart som beskrevs av Bengt Lennart Andersson. Joosia oligantha ingår i släktet Joosia och familjen måreväxter. IUCN kategoriserar arten globalt som sårbar. Inga underarter finns listade i Catalogue of Life.